# ایوب الخالقی
ایوب الخالقی (انگلیسی: Ayoub El Khaliqi؛ زادهٔ ۱۱ سپتامبر ۱۹۸۶) بازیکن فوتبال اهل مراکش است.
از باشگاه‌هایی که در آن بازی کرده‌است می‌توان به باشگاه فوتبال الفتح، باشگاه فوتبال ارتش سلطنتی مراکش، و باشگاه فوتبال الوداد کازابلانکا اشاره کرد.
وی همچنین در تیم ملی فوتبال مراکش بازی کرده‌است.